# Eruzione del Vesuvio (film)
Eruzione del Vesuvio è un documentario muto italiano del 1906 diretto da Roberto Troncone.

## Descrizione
Filmato breve che mostra una disastrosa eruzione vulcanica del Vesuvio avvenuta il 6 aprile 1906. Le riprese vennero effettuate dal Troncone con la macchina da presa dal treno della Circumvesuviana all'altezza di Torre Annunziata e poi a Ottaviano e San Giuseppe Vesuviano, località che mostrarono le distruzioni arrecate dal vulcano alle abitazioni.